# Acura / Honda Vigor
Pour les articles homonymes, voir Honda et Vigor (homonymie).
La Honda Vigor était une automobile berline familiale fabriquée par la compagnie Honda entre 1981 et 1995 sous le nom Honda Vigor au Japon et sous le nom Acura Vigor aux États-Unis durant la période 1992 et 1994. Elle occupait le champ libre laissé par la première génération d'Acura Legend qui grandit de plusieurs centimètres à la suite de son renouvellement.

## Vigor (3egénération) (1991-1995)
Au lancement de la quatrième génération d'Honda Accord, la nouvelle Vigor n'est plus basée sur cette dernière contrairement aux deux précédentes générations. La troisième génération de cette berline arriva au Japon en même temps que la nouvelle Honda Inspire et la Honda Legend. Elle fut vendue aux États-Unis sous le nom d'Acura Vigor à partir de 1992. La berline Honda Inspire ne fut pas vendue sur le territoire américain mais sa remplaçante débarqua sous le nom d'Acura TL et remplaça la Vigor en 1995. Au Japon, la principale concurrente de la Vigor s’appelait Toyota Chaser.
La production démarra en 1991 et la voiture arriva en concession en juin 1992 sur un créneau proche de l'Integra. Un moteur 5 cylindres 2.5L monté en position longitudinale avant était le seul disponible.
Honda anticipa la demande du marché à des modèles plus compacts mais avec une image plus sportive à la façon de la BMW Série 3, également moins chère et un peu mieux équipée. La Vigor est le résultat de cette nouvelle philosophie qui se révèle être un échec car les critiques sur la Vigor sont négatives. En comparaison avec la Lexus ES 300 qui apparaît comme plus spacieuse et plus douce, la Vigor étant plus ferme et plus petite, la Lexus est ainsi plus attrayante pour les clients amateurs de berline luxueuse en moyenne.
En revanche, la voiture a une maniabilité exceptionnelle due notamment à son excellente traction avant.
En réponse aux critiques, Honda exécuta plusieurs modifications en 1994 comme une nouvelle banquette arrière, des changements au niveau de la suspension pour permettre une meilleure absorption des aspérités de la chaussée. Ces changements n'y feront rien, la clientèle préférant ou la plus puissante Legend ou la Lexus ES, plus représentative de la demande dans les berlines luxueuses d'entrée de gamme.
Les objectifs n'étant pas remplis, la production s'arrête le 13 mai 1994 et ses remplaçantes n'arrivèrent qu'en 1996. Il s'agit des Honda Saber et Acura TL.

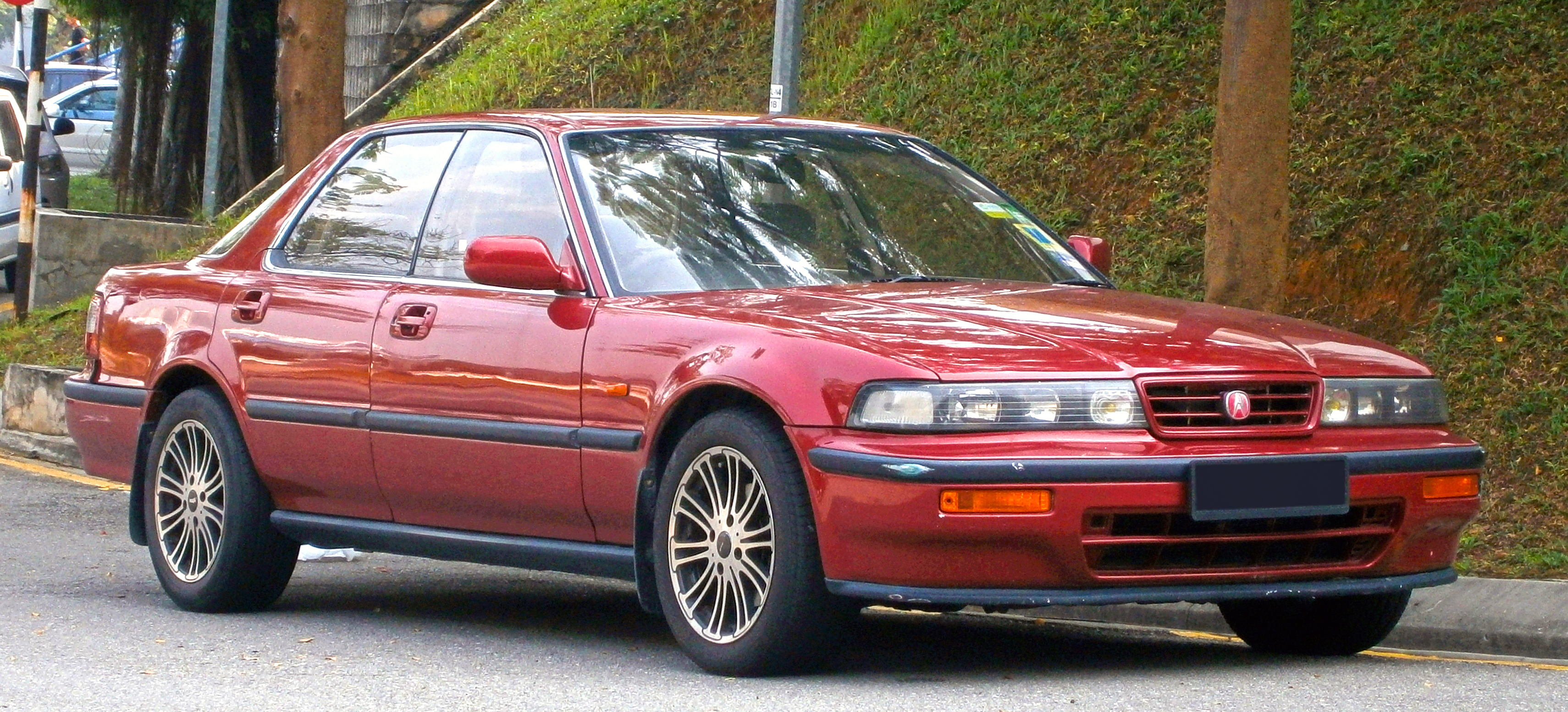
Honda Vigor